# Чавалах Дмитро Петрович
Дмитро́ Петро́вич Чавалах — український військовослужбовець, старший лейтенант Збройних сил України, учасник російсько-української війни. Герой України (2022).

## Життєпис
Дмитро Чавалах народився в селі Соколівка Ярмолинецького району, що на Хмельниччині.
Після року навчання у Військовому коледжі сержантського складу був переведений до Національної академії сухопутних військ імені гетьмана Петра Сагайдачного, яку закінчив 2019 року.
У 2014 році розпочав службу на посаді старшого техніка понтонної роти понтонно-мостового полку (м. Білгород-Дністровський). Згодом переведений до Ніжина, а звідти в АТО. Проходив службу в 11-му окремому мотопіхотному батальйоні «Київська Русь», нині — у 59-й окремій мотопіхотній бригаді.

### Російське вторгнення в Україну 2022
Прийняв важкий бій із рашистами 24 лютого 2022 року та ціною власного поранення допоміг вийти з оточення бойовим побратимам на Херсонщині. Впродовж трьох місяців заліковував рани, переховуючись на окупованій рашистами території.
Наприкінці травня з Дмитром вийшли на зв'язок з СБУ, а через кілька днів завдяки вдалій спецоперації його доставили в Одесу.
Наступного дня Чавалах поїхав додому та понад місяць проходив реабілітацію.
Після реабілітації ВЛК визнала Чавалаха непридатним для продовження військової служби. Він просив визнати себе обмежено придатним і його документи надіслали в Київ, де підтвердили висновок про непридатність і зняття з військового обліку.
Після звільнення в Дмитра розпочалась сильна депресія, але він звернувся до психолога і зміг її побороти.
Станом на грудень 2022 року навчається на історичному факультеті Кам'янець-Подільського національного університету імені Івана Огієнка.

## Нагороди
- звання Герой України з врученням ордена «Золота Зірка» (2 березня 2022) — за особисту мужність і героїзм, виявлені у захисті державного суверенітету та територіальної цілісності України, вірність військовій присязі[3].